# Martin Grubinger
Martin Grubinger (Salzburgo, 29 de mayo de 1983) es un batería, percusionista y presentador austríaco.

## Biografía
Grubinger representó a Austria en el Festival de Eurovisión de Jóvenes Músicos 2000 en Bergen, Noruega. En 2007 fue galardonado con el Premio Leonard Bernstein del Festival de Música de Schleswig-Holstein y en 2010 ganó el Würth-Preis der Jeunesses Musicales Deutschland, un premio de la Fundación Würth (Stiftung Würth ). Fue uno de los presentadores del Festival de Eurovisión de Jóvenes Músicos 2012, celebrada en Viena. Tres años más tarde actuó de nuevo en Viena como en un intermedio del Festival de la Canción de Eurovisión 2015.

## Vida personal
- Grubinger está casada con el pianista Ferzan Önder desde 2009 y tienen un hijo.[5]